# Emil Elberling
Rudolf Emil Elberling (født 17. juli 1835 i Slagelse, død 6. januar 1927 på Frederiksberg) var en dansk forfatter, journalist og kvinderetsforkæmper. 

## Karriere
Elberling var søn af professor og rektor Carl Elberling og dennes hustru, Dorthea (født Flensted) og blev student fra Roskilde Katedralskole i 1852. Han tog filosofikum året efter og var medarbejder ved Fædrelandet i 1860–1882. 
Han var medudgiver af Forlagsbureauets Haandleksikon fra 1879 til 1882, bibliotekar ved Rigsdagen fra 1880 indtil 1912, redaktør af Den Uafhængige i 1884, medarbejder ved Bestaaende Forfatningslove og ved Dansk Biografisk Leksikon, Salmonsens Konversationsleksikon, ved Nordisk Konversationsleksikon og ved Nordisk Familjebok. 
Elberlings biografiske arbejde blev videreført af slægtningen Victor Elberling. Også broderen Carl var biblioteksmand.
Emil Elberling var medstifter af Den liberale Vælgerforening på Frederiksberg og dennes første formand 1883-86, medlem af Frederiksberg Skolekommission 1900-04 og medlem af Dansk Kvindesamfunds styrelse fra 1883 til 1887, hvor han var med til at skrive valgretten ind i foreningens krav. Kravet blev dog kort tid senere tilbagerullet og kom først skrevet ind igen tyve år senere. 
Han var gift med sin kusine Marie Louisa Elberling, født 25. juni 1841 i Serampore (død 1897), datter af herredsfoged Frederik E. Elberling (død 1880) og hustru Harriet (født Fjellerup; død 1859).

## Forfatterskab

### På internettet
- "Tyskernes Germaniserings-Bestræbelser" (Nationaløkonomisk Tidsskrift, Første række, Bind 8; 1877) Arkiveret 27. oktober 2012 hos  Wayback Machine
- "Den franske Kolonisation i Algerien" (Geografisk Tidsskrift, Bind 1; 1877) Arkiveret 9. december 2012 hos  Wayback Machine
- "Den russisk-tyrkiske Krigs Virkninger" (Geografisk Tidsskrift, Bind 2; 1878) Arkiveret 17. november 2012 hos  Wayback Machine
- "Jødernes geografiske Udbredelse og Talrighed" (Geografisk Tidsskrift, Bind 2; 1878) Arkiveret 6. marts 2012 hos  Wayback Machine
- "Folketællingen 1880 i Nordamerika" (Geografisk Tidsskrift, Bind 6; 1882)
- "Denationaliseringer i nyere Tider" (Geografisk Tidsskrift, Bind 7; 1883) Arkiveret 5. marts 2016 hos  Wayback Machine
- "Denationaliseringer i nyere Tider" (Geografisk Tidsskrift, Bind 7; 1883) Arkiveret 5. marts 2016 hos  Wayback Machine
- "Folkemængdens Tilvæxt i Evropa" (Geografisk Tidsskrift, Bind 8; 1885) Arkiveret 5. marts 2016 hos  Wayback Machine
- "Store Byers Væxt" (Geografisk Tidsskrift, Bind 8; 1885)
- "Nyere Ændringer i den politiske Geografi" (Geografisk Tidsskrift, Bind 9; 1887) Arkiveret 4. marts 2016 hos  Wayback Machine
- "De politiske Aarsager til Krig i det nuværende Evropa" (Nationaløkonomisk Tidsskrift, Ny række, Bind 7; 1889)
- "Tyskere og Slavere i Østrig" (Nationaløkonomisk Tidsskrift, Ny række, Bind 7; 1889) Arkiveret 27. oktober 2012 hos  Wayback Machine
- "Jødernes Tal i Danmark" (Nationaløkonomisk Tidsskrift, 3. række, Bind 1; 1893) Arkiveret 6. marts 2012 hos  Wayback Machine
- "Folketællingen i Slesvig 1895" (Nationaløkonomisk Tidsskrift, 3. række, Bind 5; 1897)
- "Ændringer i den politiske Geografi i den sidste Snes Aar" (Geografisk Tidsskrift, Bind 15; 1899) Arkiveret 5. marts 2016 hos  Wayback Machine
- "Adelen i Danmark" (Nationaløkonomisk Tidsskrift, 3. række, Bind 10; 1902)
- "Om de mindre Trossamfund i Danmark efter Folketællingen 1901" (Nationaløkonomisk Tidsskrift, 3. række, Bind 13; 1905) Arkiveret 5. marts 2016 hos  Wayback Machine
- "Udlændinge i Danmark" (Nationaløkonomisk Tidsskrift, 3. række, Bind 21; 1913) Arkiveret 5. marts 2016 hos  Wayback Machine